# Eupetomena macroura
El colibrí golondrina (Eupetomena macroura), también denominado picaflor golondrina (en Bolivia),  picaflor tijereta (en Paraguay y Argentina) o colibrí de cola ahorquillada (en Perú), es una especie de ave apodiforme de la familia Trochilidae —los colibríes—, una de las dos pertenecientes al género Eupetomena. Es nativa del centro y oriente de América del Sur.

## Distribución y hábitat
La mayoría vive en la caatinga y el cerrado de Brasil y en las zonas vecinas del norte y oriente de Bolivia y extremo norte de Paraguay y también, en las regiones costeras, desde el sur de Guayana Francesa y Surinam, hasta Santa Catarina, al sur de Brasil.
Generalmente evita la selva y solamente se presenta localmente, en los extremos sur y este de la cuenca del Amazonas y en ambiente relativamente abiertos a lo largo de las secciones inferiores del río Amazonas, incluyendo la isla de Marajó aguas arriba del río Tapajós, y en enclaves aislados de sabanas, en el suroriente del Perú (parte superior del río Urubamba y Pampas del Heath), sur de Surinam (sabana Sipaliwini ), centro de Brasil y norte de Bolivia.
Se presenta en casi cualquier hábitat semiabierto, incluso en jardines y parques de las principales ciudades, tales como Río de Janeiro y São Paulo. Evita el interior del bosque húmedo, pero a veces aparece en los claros o en el borde. Es común entre la vegetación tipo sabana. Usualmente es una especie de tierras bajas, pero puede encontrarse localmente hasta los 1500 m de altitud. No es un verdadero migrante, pero algunas poblaciones suelen moverse hacia el norte o hacia el sur a una corta distancia en los meses secos del invierno.
A lo largo de la mayor parte de su distribución, se encuentra entre las especies más comunes de colibríes, aunque es poco común en las regiones periféricas y menos en las húmedas. En el sur de Brasil su población es cada vez mayor y su área parece haber ampliado en las últimas décadas. Se considera por la Río de Janeiro (UICN) como una «especie bajo preocupación menor». Hasta 1970, era exportado comercialmente, pero al igual que otros colibríes, actualmente su comercio está restringido. Son en general difíciles de mantener en cautividad, y aunque esta especie es generalmente más resistente, se ha observado que los jóvenes pueden morir, a pesar de tener un tratamiento óptimo.

## Descripción

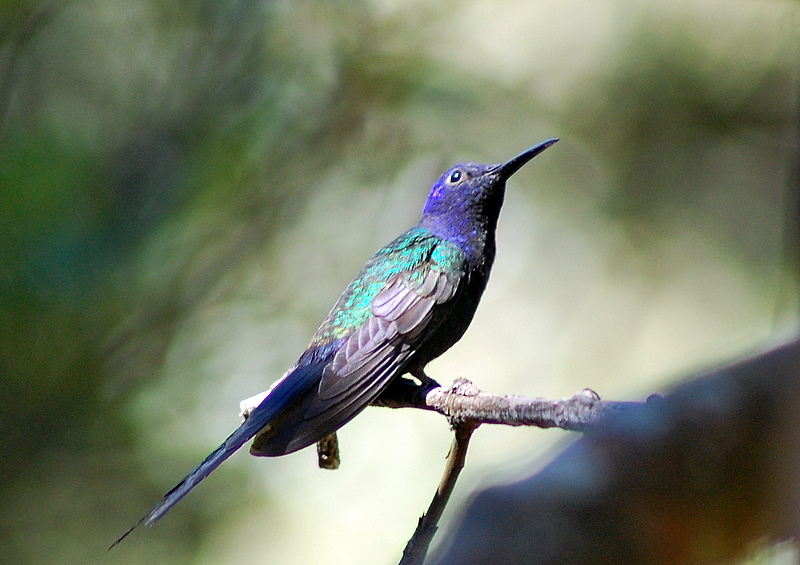
Adulto en el Jardín botánico de São Paulo, Brasil.

Mide entre 15 y 19 cm de longitud, casi la mitad de su extensión corresponde a la cola, y pesa en promedio 9 g. De hecho, es la especie más grande de colibrí. Sus alas abiertas alcanzan cerca de 8 cm de largo, más que los estándares para el colibrí, aunque su pico, negro y ligeramente curvado es de largo medio, 21 mm, similar al de parientes más pequeños.
Su plumaje es verde brillante iridiscente, con su cabeza, parte superior del pecho y cola azules. La pequeña mancha blanca detrás del ojo, común entre los colibríes, a menudo no es visible en esta especie, pero los mechones blancos sobre la base de las patas, son notorios. El remeras son de color marrón negruzco. Ambos sexos son muy similares, pero las hembras tienen un tamaño hasta un 25% más pequeño y un plumaje algo más apagado que el de los machos. Las aves inmaduras tienen la cabeza particularmente opaca, de color marrón teñido.

## Comportamiento

### Alimentación

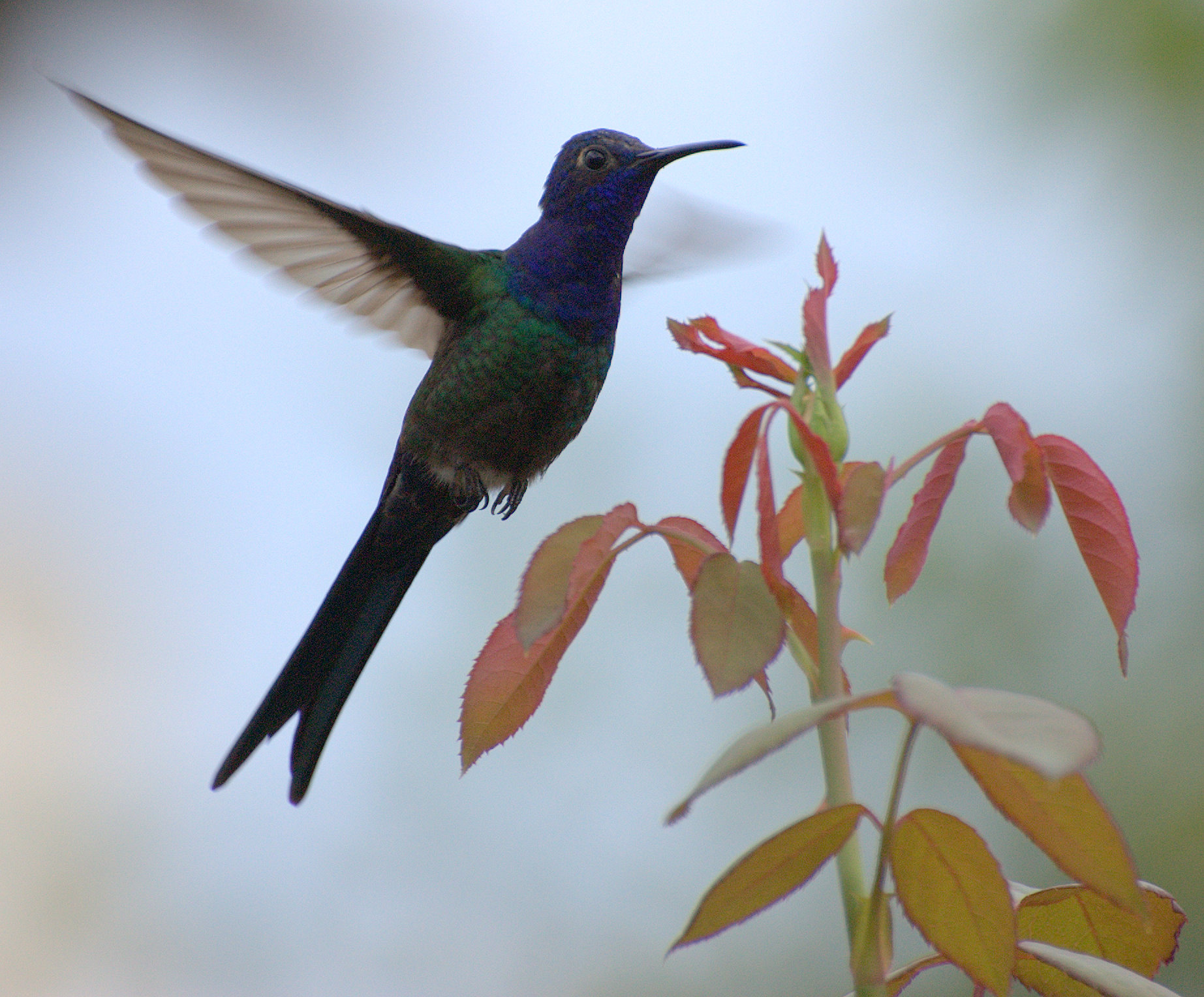
Ejemplar libando en Piraju, São Paulo, Brasil

Busca alimento más frecuentemente en los niveles medios, pero aprovecha fuentes buenas de alimento de cualquier nivel, desde muy cerca del suelo, hasta la cima de los árboles. Se alimenta principalmente del néctar de las flores, sobre todo de Fabaceae, por ejemplo Erythrina speciosa
 Gesneriaceae, Malvaceae (especialmente Bombacaceae y Malvoideae), Myrtaceae, Rubiaceae y epífitas Bromeliaceae. No es muy especializado y también se ha registrado en flores de otras familias, tales como Asteraceae, como Stifftia chrysantha, o Caryocaraceae, como Caryocar brasiliense. Utiliza tanto flores de especies nativas, como de algunas plantas ornamentales introducidas. También se alimenta de insectos capturados. En el sureste de Brasil, donde es abundante, incluso en parques y jardines urbanos, es comúnmente atraído por la gente hacia los alimentadores de colibríes.

### Comportamiento territorial
Es fuertemente territorial y defiende agresivamente sus fuentes de néctar. Debido a su tamaño, es generalmente dominante sobre las demás especies de colibríes, e incluso, atacan aves mucho más grandes. Dan llamadas de advertencia cuando detectan aves o mamíferos carnívoros. En el medio urbano puede tolerar los observadores humanos durante un tiempo prolongado, incluso cuando anidan, si mantienen una distancia de hasta 10 m.
En un estudio de un nido, en la zona urbana de São Paulo, se observó que una madre colibrí alejó a palomas Columbina talpacoti que intentaban de anidar cerca. Se interpretó que así redujo la posible atracción de las palomas a los depredadores, en los alrededores de su propio nido. Sin embargo, pequeños mamíferos, como el tití común (Callithrix jacchus), puede lograr de vez en cuando saquear los nidos, a pesar de los intentos de las aves para defenderlos. En algunas situaciones, las larvas de moscardón Philornis pueden infestar las aves en el nido e incluso los polluelos pueden morir por la infección de estos parásitos.

### Reproducción

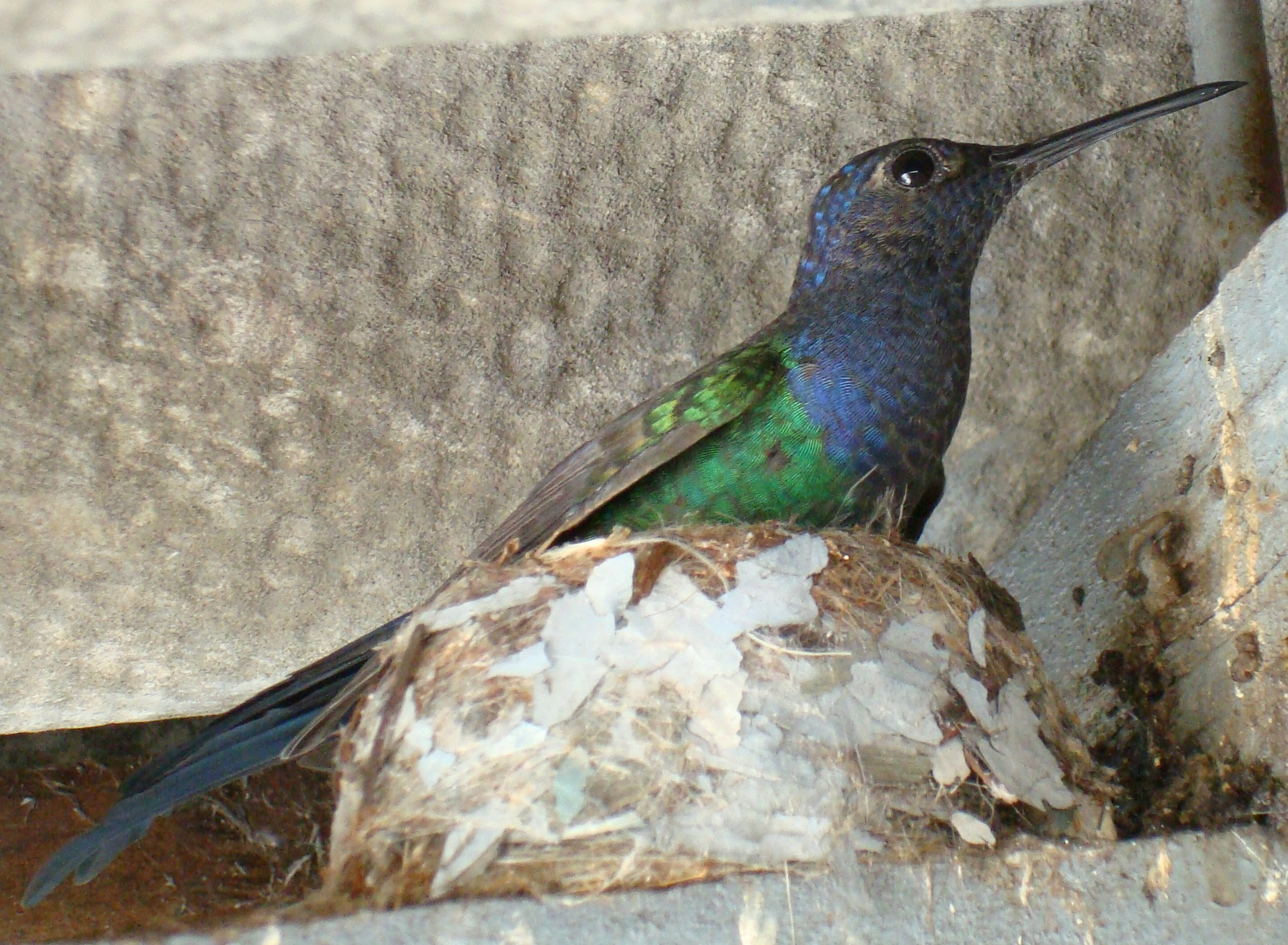
Posada sobre el nido, en Ribeirão Preto, São Paulo, Brasil

Puede estar dispuesto para reproducirse casi todo el año. En el cortejo, el macho revolotea frente a la hembra sentada, a cualquier hora del día, excepto en la más calurosas del mediodía, o la persigue en el aire y los dos juntos realizan un «zig-zag» de vuelo, frecuentes cuando ya ha oscurecido. 
Han sido vistos llevando material para construir el nido, entre julio y septiembre y en diciembre. El nido es una estructura en forma de copa, forrado con fibra vegetal suave y revestido en el exterior con liquen y musgos, colocados junto con fibras de telaraña. Se coloca en una rama horizontal de algún árbol, más bien pequeño, por ejemplo, Cochlospermum, por lo general a menos de tres metros sobre el suelo, pero en ocasiones, hasta a quince metros. La hembra pone dos huevos blancos y al igual que en otros colibríes, sólo ella incuba de los huevos y cuida los polluelos.
Los polluelos nacen después de 15 a 16 días de incubación; inicialmente son desnudos, a excepción de algunas motas grises sobre el dorso, y tienen oscura. Les comienzan a crecer las plumas a los cinco días de la eclosión, a partir de la remeras; las rectrices comienzan a surgir alrededor de tres días después. Los jóvenes son alimentados una a dos veces por hora. La hembra pasa la mitad del día criando y alimentando a sus hijos y la otra mitad volando alrededor y buscando alimentos. Después de 22 a 24 días en el nido, los jóvenes salen a volar, pero aún regresan al nido a dormir y son independientes unas dos a tres semanas después de emplumar. Se reproduce por primera vez cuando tiene entre uno a dos años de edad.

### Vocalización
Su llamado incluye un «psek» y gorjeos más débiles. Llama con un «tik», cuando está asustado o excitado.

## Sistemática

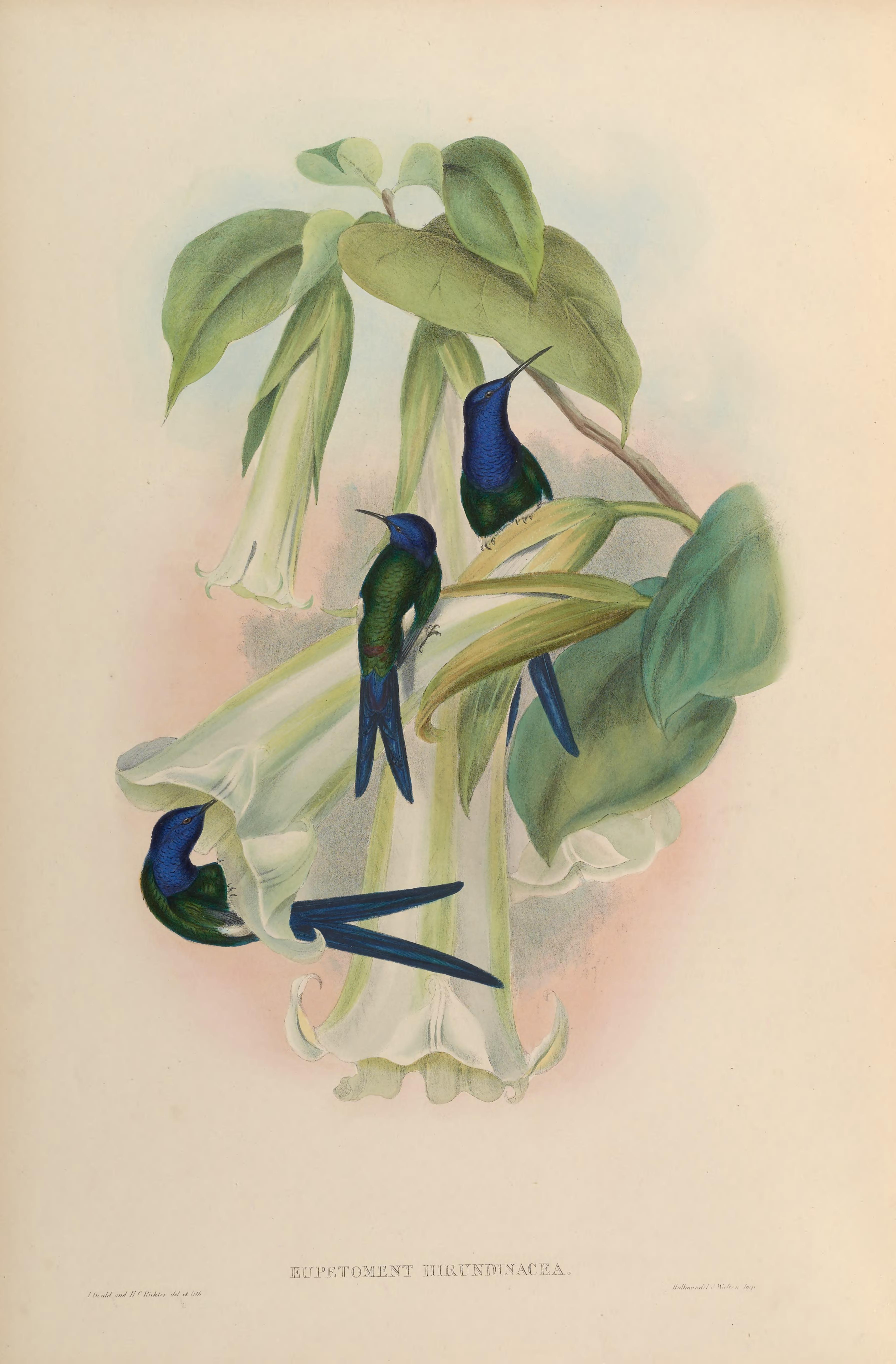
Eupetomena hirundinacea, sinónimo de Eupetomena macroura, ilustración de Gould y Richter en A monograph of the Trochilidae, or family of humming-birds 2, 1861.

### Descripción original
La especie E. macroura fue descrita por primera vez por el naturalista alemán Johann Friedrich Gmelin en 1788 bajo el nombre científico Trochilus macrourus; la localidad tipo dada fue: «Jamaica», enmendado posteriormente para «Cayena, Guayana Francesa».

### Etimología
El nombre genérico femenino «Eupetomena» se compone de las palabras del griego «eu» que significa ‘bueno’ y «petomenos» que significa ‘siempre sobre las alas’, ‘volando’; y el nombre de la especie «macroura» se compone de las palabras del griego «makros» que significa ‘largo’ y «ouras» que significa ‘de cola’.

### Taxonomía
La presente especie, junto a Eupetomena cirrochloris, ya fueron colocadas en el género Campylopterus con base en la característica de las alas con los raquis achatados de las remeras externas de los machos adultos (alas de sable). Sin embargo, los estudios filogenéticos de McGuire et al. (2014) encontraron que ambas especies eran parientes apenas distantes de los Campylopterus y que eran hermanas entre sí.

### Subespecies
Según las clasificaciones del Congreso Ornitológico Internacional (IOC) y Clements Checklist/eBird  se reconocen cinco subespecies, con su correspondiente distribución geográfica y características distintivas Se diferencian principalmente por el color de su plumaje, por los matices de azul, que van desde el azul verdoso ultramarino al profundo azul real; y por los matices de verde, que van desde verde dorado o bronceado hasta verde botella y verde azulado.
- Eupetomena macroura macroura (Gmelin, 1788) – Surinam y norte, centro y este de Brasil (frontera Amazonas-Rondônia; Amapá y Pará; Mato Grosso, Goiás y Minas Gerais hasta São Paulo; al sur hasta Río Grande del Sur[7]) hasta Paraguay y extremo noreste de Argentina (Misiones). Partes azules de color ultramarino, partes verdes, verde botella.
- Eupetomena macroura simoni Hellmayr, 1929 –  noreste de Brasil (sue de Maranhão, Piauí, Ceará, Pernambuco y Bahía hasta el centro de Goiás y Minas Gerais. Partes azules, azul marino oscuro, partes verdes azuladas.
- Eupetomena macroura cyanoviridis Grantsau, 1988[22] –  Serra do Mar al sureste del estado de São Paulo. Partes azules teñidas de verde, partes verdes doradas a bronceadas.
- Eupetomena macroura hirundo Gould, 1875 –  este de Perú (alto valle del Urubamba, en Cuzco). Azul opaco, cola poco bifurcada.
- Eupetomena macroura bolivianus Zimmer, 1950 –  extremo este de Perú (Pampas del Heath) y norte/noreste de Bolivia (La Paz, Beni). La cabeza más verde que azul, partes verdes muy brillantes o resplandecientes.